# Свети Никита Нови (Сяр)
„Свети Никита Нови“ (на гръцки: Ιερός Ναός Αγίου Νικήτα του Νέου) е православна църква в източномакедонския град Сяр (Серес), Егейска Македония, Гърция, енорийски храм на Сярската и Нигритска епархия на Вселенската патриаршия.

## История
Митрополит Константин Серски донася от Света гора част от мощите на свети Никита Нови и ги поставя в катедралата „Свети Архангели“. На 25 май 1994 година е основана енория Свети Никита Нови и на 10 ноември 1996 година е положен основният камък на улица „Харилаос Трикупис“ № 71. В 1998 година на Томина неделя в храма е извършена първата служба и в него са преместени мощите на свети Никита. Църквата официално е открита на 27 февруари 2005 година от митрополит Теолог Серски. Храмът е кръстокуполен с красиви стенописи, полилеи и резбован дървен иконостас. Има два параклиса – „Свети Георги и света Мелпомена“ и „Свети Евстатий“. На 3 май 2008 година в него тържествено се празнуват 200 години от смъртта на свети Никита Нови на Света гора.